# هنری ناکس
هنری ناکس (انگلیسی: Henry Knox؛ ۲۵ ژوئیهٔ ۱۷۵۰ – ۲۵ اکتبر ۱۸۰۶) افسر نظامی در ارتش قاره‌ای دیرتر در نیروی زمینی ایالات متحده آمریکا که بین سال‌های ۱۷۸۹ تا ۱۷۹۴ وزیر جنگ ایالات متحده آمریکا بود.